# Festim Halili
Festim Halili (mac. Фестим Халили; ur. 5 maja 1984 w Tetowie) – północnomacedoński informatyk i polityk pochodzenia albańskiego, wicepremier w rządzie Emiła Dimitriewa.

## Życiorys
Kształcił się na Uniwersytecie Europy Południowo-Wschodniej w Tetowie i na Uniwersytecie Technicznym w Monachium. W 2011 roku ukończył studia magisterskie na Uniwersytecie Europy Południowo-Wschodniej, następnie odbył studia doktorskie na Royal Holloway, University of London.
Od 2009 do 2013 roku był asystentem na Państwowym Uniwersytecie w Tetowie, w 2014 roku został adiunktem na Państwowym Uniwersytecie w Tetowie i na Międzynarodowym Uniwersytecie Bałkańskim w Skopju. Poza działalnością naukową pracował również w zawodzie informatyka, był m.in. inżynierem oprogramowania. W rządzie Emiła Dimitriewa pełnił funkcję wicepremiera.
Deklaruje znajomość języków albańskiego, angielskiego, macedońskiego, niemieckiego i tureckiego.